# Melia Renee
Melia Renee (* 8. August 1989 in Kalifornien) ist eine US-amerikanische Schauspielerin.

## Leben
Ihre erste Filmrolle hatte Renee 2007 in der Filmkomödie The Greatest Show Ever. 2008 durfte sie in einer Episode der Fernsehserie Without a Trace – Spurlos verschwunden mitwirken. In den nächsten Jahren war sie in einigen Spielfilmen und Kurzfilmen zu sehen, so hatte sie beispielsweise 2009 eine der Hauptrollen in dem Filmdrama We Are the Mods. In einer Episode der komödiantischen Dramaserie Transparent war sie 2014 zu sehen und 2016 in der Krankenhausserie Code Black – Ärzte am Limit. 2015 spielte Renee eine größere Rolle in der Weihnachtskomödie Uncle Nick und eine der Hauptrollen in dem Horrorkurzfilm The Thing in the Apartment.

## Filmografie
- 2007: The Greatest Show Ever (Fernsehfilm)
- 2008: Without a Trace – Spurlos verschwunden Without a Trace (Fernsehserie, Episode 7x08)
- 2009: We Are the Mods
- 2010: All Ages (Kurzfilm)
- 2011: Meet Jane (Fernsehfilm)
- 2012: The Most Girl Part of You (Kurzfilm)
- 2013: Ladies’ Man: A Made Movie (Fernsehfilm)
- 2014: Transparent (Fernsehserie, Episode 1x05)
- 2014: Greasy Heart (Kurzfilm)
- 2015: The Thing in the Apartment (Kurzfilm)
- 2015: Uncle Nick
- 2016: Code Black (Fernsehserie, Episode 1x14)
- 2016: Dreamcatcher (Kurzfilm)